# エクシム
株式会社エクシムは、かつて存在した電力・送電・海底 / ケーブル（電線）の製造・販売・施工を行っていた非鉄金属メーカー。東京都港区に本社を置いていた。

## 沿革
- 2002年（平成14年）4月1日 - 昭和電線ホールディングス株式会社と三菱電線工業株式会社の両社が電力用電線事業を統合、株式会社エクシムを設立。
- 2015年（平成27年）8月26日 - 三菱電線工業株式会社が保有株式（この時点で14.9%）を昭和電線ホールディングス株式会社に譲渡[1]。昭和電線ホールディングス株式会社の完全子会社となる。
- 2015年（平成27年）10月1日 - 昭和電線ホールディングス株式会社の連結子会社である昭和電線ケーブルシステム株式会社による吸収合併で消滅[2]。

## 諸問題
- 2009年（平成21年）1月29日、エクシム、ジェイ・パワーシステムズ、ビスキャスの3社が公正取引委員会の立ち入り検査を受けた。「高圧・特別高圧電力ケーブルの製造販売業者らは、共同して、受注予定者を決定し、製造販売業者らの受注割合を決定している疑いがある」というもの。国際的な価格カルテルを結んだ疑いが高い。同社では検査には全面的に協力すると発表している[3]。

## 事業内容
- 海底OFケーブルおよびCVケーブル
- 地中送電用OFケーブルおよびCVケーブル
- 絶縁電線（架空配電線含む）
- 付属品（電力ケーブル、絶縁電線、架空送電線）
- 監視装置、設備
- OPGW（光ファイバ複合架空地線）
- 架空送電線（ACFRなど）

以上の電力用ケーブル、電線、および付属品に関する研究開発、
システムエンジニアリング、販売、製造、施工

## 事業所所在地
- 本社
  - 東京都港区虎ノ門4丁目3番1号
- 生産拠点事業所
  - 愛知工場
    - 構内に巨大な風力発電用風車と高層ビル型の煙突があって東海道新幹線からもよく見えており、アニメ映画『君の名は。』のワンシーンにも登場する。

  - 相模原工場
  - 熊谷工場
  - 仙台工場